# Othmar Schneider
Othmar Schneider, född 27 augusti 1928 i Lech am Arlberg, död 25 december 2012, var en österrikisk alpin skidåkare.
Schneider blev olympisk guldmedaljör i slalom vid vinterspelen 1952 i Oslo.